# پاروناک زلویان
پاروناک هاروتیونی زلویان (ارمنی: Պարունակ Հարությունի Զելվեյան؛ زادهٔ ۲۶ سپتامبر ۱۹۶۶) قلب‌شناس اهل ارمنستان است. تخصص وی در زمینه‌های فشار خون بالا و وقفه تنفسی در خواب می‌باشد.